# Pakiet przetrwania
Pakiet przetrwania (inaczej: puszka przetrwania, pakiet osobisty, puszka surwiwalowa) – niewielki zestaw zawierający przedmioty ułatwiające przeżycie w trudnych warunkach. Pierwsze pakiety przetrwania stanowiły wyposażenie pilotów. 

## Zawartość pakietu
Zawartość pakietu przetrwania jest różna, nie ma jednej standardowej reguły. Zwykle znajduje się w niej zestaw podstawowych narzędzi i przyrządów, woda, żywność, urządzenia do komunikacji oraz materiały przydatne do utrzymania ciepła.